# Geórgios Oursouzídis
Geórgios Oursouzídis (en grec Γεώργιος Ουρσουζίδης), né en 1961 à Néa Lykógianni en Grèce, est un homme politique grec.

## Biographie
Aux élections législatives grecques de janvier 2015, il est élu député au Parlement grec sur la liste de la SYRIZA dans la circonscription de l'Imathie.